# Pomarea iphis
Pomarea iphis là một loài chim trong họ Monarchidae.